# Aulacophora melanopus
Aulacophora melanopus es un coleóptero de la familia Chrysomelidae.
Fue descrita científicamente por primera vez en 1853 por Blanchard.